# 유대교
유대교(히브리어: יהדות Yahadut 야하둣, 이디시어: ייד, 영어: Judaism 쥬디즘) 또는 유태교(猶太敎), 유다교는 유대인들의 민족종교로, 최초의 아브라함계 유일신교이다. 현대의 유대교는 유대종교의 일부인 바리새파만이 전해져 현재의 유대교가 되었다. 과거 유대종교의 유파인 사두개, 바리새, 에세네, 젤롯 등의 다양한 유대종파가 있었으나 기원후 1세기 이후에 단절되었다. 이후 기원전 2세기에 형성된 바리새 유파만이 남아 현재의 주류 유대교를 형성하였다. 현재 유대교는 바리새파의 전승에 따라 정경인 《타나크》(히브리 성서, 구약성경)를 기반으로 시작되었고 이후 탈무드와 같은 경전을 탐구하는 유대인들에 의하여 퍼졌다. 전 세계 신도수는 약 1,400만 명이다.

## 역사

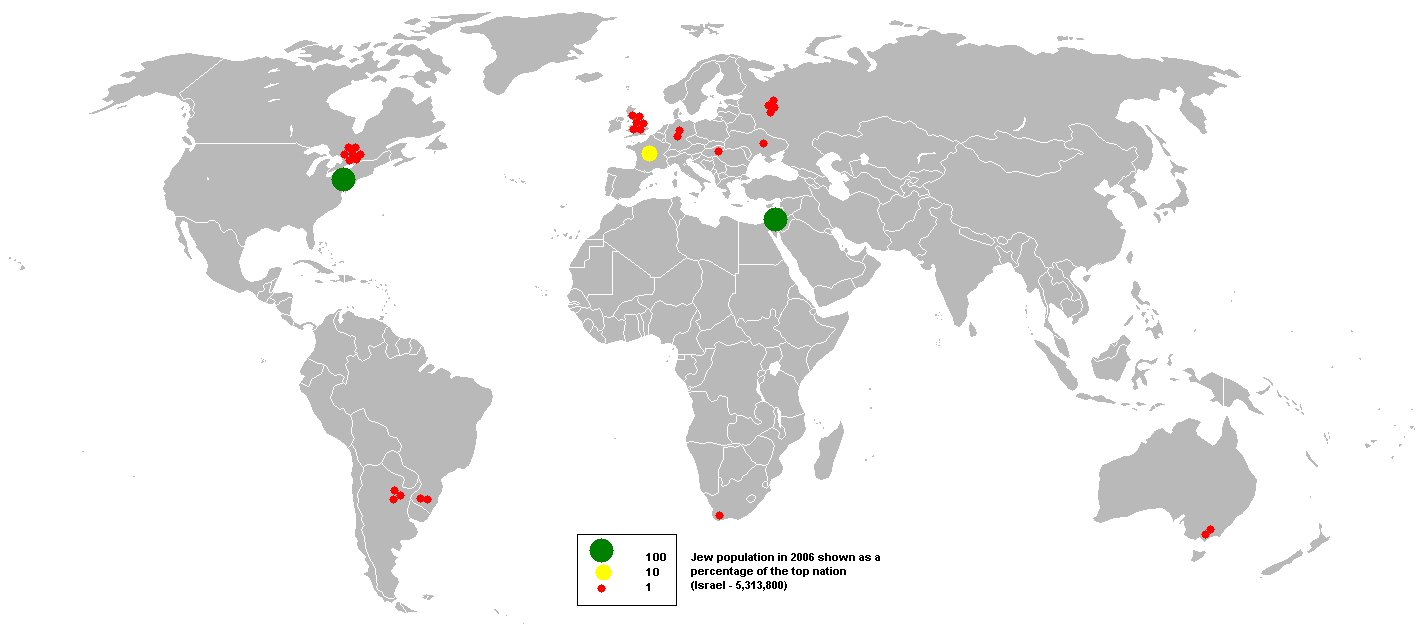
유대교 인구 분포 (퍼센티지)

## 고대 유대종교와 유파
현재의 유대교에 영향을 끼친 고대 유대교의 유파는 바리새파다. 학술적으로 유대교의 시작은 바벨론에서 돌아와 재건한 성전을 중심으로 하는 기원전 5세기가 기준이다. 기원전 10세기경의 이스라엘 왕국의 야훼교가 있으나 현대 유대교에는 간접적인 영향을 주었을 뿐 직접적으로 전해지지는 않았다. 기원전 5세기 유대교는 성전을 재건하고 제사장이 된 레위지파 후손을 몰아내고 제사장 직분을 차지한 사두개파와 기원전 3~2세기경부터 헬라주의의 영향하에서 형성된 바리새파와 에세네파가 있다. 이들은 기원후 70년까지 상호 영향을 끼치며 발전하였지만, 70년 로마제국의 이스라엘 저항 평정과 유대종교의 중심지인 예루살렘 성전 파괴, 반로마제국자들 축출로 친로마제국 성향의 바리새파만이 현재 유대교의 뿌리로 존속하게 되었다.

### 사두개파
사두개파(Sadducess)는 성전을 중심으로 하는 유파였다. 기원전 6세기 말 바벨론에서 돌아온 유대인이 기원전 5세기에 예루살렘 성전을 재건하고, 이를 중심으로 형성된 성전 중심주의적이며, 동시에 인종주의적 견해를 바탕으로 정치적으로 제사장직을 장악했고, 계급적 제사장 자리를 지킨 이들이다. 사두개파는 혈통적으로는 제사장 승계가 보장된 레위 지파 후손이 아니었다. 기원전 3~2세기에 성전에서 활동하던 레위 지파 후손을 정치적으로 축출하고 제사장직을 차지한 이들의 후손이었다.
헬라주의 지배를 받게 된 기원전 3세기부터 기원후 1세기 사이 성전 재건 시기에 정치·경제적으로 헬라·로마 문화의 영향 아래 있었다. 이들은 헬라주의적 정치 성향을 보이면서도 동시에 문화적으로는 헬라 문화와 기존의 유대 문화를 기준짓기 위한 노력을 기울였다.
이들은 기원전 3세기 기존의 견해를 받아들이면서 기존 제사장이었던 레위 지파인들을 밀어내고 제사장의 자리를 차지하였다. 따라서 선지자나 유전(遺傳)되어 온 권위를 인정하지 않았다. 이들은 성전의 제사장 직급으로 오경(토라, 율법서)만 정경으로 여기고, 모세 율법은 자유롭게 해석할 권한이 있다고 주장했다. 이들은 기원후 70년 로마제국이 예루살렘 성전을 파괴한 이후 완전히 사라져 바리새파에 흡수되었다.

### 바리새파
바리새파(Pharisees)는 분리, 분별하다는 뜻으로, 기원전 2세기 형성되었으나, 이들 전승에서 기원전 5세기 에즈라를 시작으로 본다. 유대 종교의 레위인 전통의 보수파에 해당한다.
이들 시작은 2세기 예루살렘 성전 제사장을 차지한 사두개파에게 축출당한 보수적인 기존 제사장직의 레위 지파 출신 학자와 전직 제사장이었다. 이들 중심으로 2세기 무렵 팔레스타인 지역을 지배한 셀레우코스 제국의 헬라주의 영향 아래 형성한 유파였다. 이 시기에 당시 유대왕국의 왕족에 의해서 새롭게 형성된 사두개파의 성전 중심적이고 혈통적으로 부족한 제사장의 율법 해석과 제사만으로는 부족하다고 인식하였다. 이들도 반헬라주의적 배경을 지녔으나, 생존을 위해 당시 사회에 합당한 율법의 해석과 세부 규칙에 대한 제정, 율법 학습방법에 대한 연구 등을 중심으로 활동하였고 율법에 따른 행위와 계약 등에 대한 기준을 제시하는 역할을 수행하였다. 이들은 성전에서 제사를 지냈으나 대부분 신흥 사두개파에게 축출당한 제사장의 후손이었으므로, 대부분 수공업 같은 일반 직업을 가지고 동시에 회당에서 활동하였고, 일부만이 직업으로 회당에서 필사업무와 교육, 율법해석 업무를 했다.
바리새파는 지역별 회당을 중심으로 활동하였으며, 제사장과 긴장관계와 해석에 대립했지만 적대적이지 않고 보수적인 성향으로 상호 영향을 주었다. 기원후 70년 로마제국의 이스라엘 전쟁과 성전파괴 기간에는 친로마제국적 태도를 취해 바리새파 중심인 회당은 파괴되지 않았고 전승과 문서를 보존할 수 있었다.

### 에세네파
에세네파(Essenes) 기원전 3~2세기에 성전에서 축출된 진보적 레위인들의 전통을 보존한 유파이다. 쿰란 사해 문서 발견 이전, 간접적인 자료만 있던 시기에 단순한 분파주의로 알려졌으나, 사해문서 발견 이후 에세네파인 쿰란 공동체가 대부분 사회활동을 하며 수도생활을 병행했고, 일부는 완전히 분리된 성소에서 수도(修道)하는 기간을 보낸 사실을 발견했다.
유대종교 유파 중 가장 진보적인 성향의 유파로 예루살렘 성전반대주의와 신비철학적 성격이 있다고 알려졌다. 이들 역시 헬라주의가 영향을 끼친 기원전 3~2세기경부터 형성된 이들로 진보적 레위인의 영향을 받았다. 이들 역시 기원전 2세기에 정치적으로 성전을 장악한 사두개파로 인해 제사장의 지위를 상실한 진보적 레위인의 후손으로 유대종교의 진보적 입장을 취했다. 이들은 사두개파와 바리새파의 토라 해석과 활동은 충분하지 못하다고 여겼다. 사두개파가 성전을 장악하기 시작한 기원전 3세기 이후부터 예루살렘 성전은 자정능력을 상실한 곳으로 규정하였다. 그 결과 이들은 사두개파와 바리새파를 중심으로 하는 기존 유대종교에서 벗어난 진보적인 입장의 유파였다. 정치적으로 제사장직을 찬탈한 사두개파가 관리하던 예루살렘 성전과 함께, 사두개파와 친밀하고 보수적 율법을 주장하는 바리새파와도 분리주의적 입장을 취하였다.
에세네파는 광야로 이동하여 공동체를 이루고 생활을 시작했고, 이들은 광야의 에세네 공동체에 완전히 소속되어 살아간 일부와 일반 직업을 갖고 사회 활동을 하는 이들로 자연스레 구성되어 그 영향을 지속하였다. 이들은 유대종교의 특징이었던 성전중심주의를 벗어나 자신들의 제사 장소에 분리되어 활동하였고, 그곳을 부패한 성전과 달리 진정한 성소로 여겼다. 사회활동을 하는 에세네파 구성원은 유대절기에 성전에 가기도 했지만 자신들이 속한 지역 성소에 모였으며, 일정 기간 성소에서 수도 활동하기도 했다.  정결한 삶을 위해서 자신들만의 성소에서 정결예식과 제사의식을 거행하였고, 다양한 저술 활동과 교육을 전개하였다.
관련 문헌에 따르면 당시로서는 진보적인 정경 해석을 남겼다. 이들은 유대종교에서 보수적 성격인 사두개와 바리새파의 견제를 받았다. 그리고 70년 로마제국의 이스라엘 전쟁에서 반로마제국적 성향으로 직접적인 공격을 받아 관련 성소와 기록 자료들이 소실되었고, 살아남은 에세네파는 대부분 기독교와 바리새파에 흡수되었다. 이후 에세네파는 간접적인 자료와 약간의 문헌만이 전해져 왔었다. 에세네파의 직접적인 문헌이 1947년부터 쿰란 부근의 동굴들에서 사해 문서를 대규모로 발견하여 에세네파의 자세한 상황과 사상 등이 알려졌다.
특히 에세네파의 사상은 70년 예루살렘 성전 파괴 이후 남은 바리새파가 유대종교의 특징인 성전 중심주의를 벗어나는 사상적 배경이 되었을 것으로 연구중이다. 현재도 에세네파의 사상과 활동이 초기 기독교와 후기 유대종교인 현재의 바리새파 유대교에 끼친 영향 등에 대한 연구가 진행 중이다.

### 젤롯파
젤롯파는 에세네파 내에서 더욱 진보적인 성향의 부류가 흔히 열심당으로 알려진 젤롯 파로 발전하였고, 이들은 기원후 1세기 로마제국의 이스라엘 지역 지배에 대해 반발한 무장 저항 세력을 형성하였고 이스라엘 무장투장의 중심에 있었다. 이로 인해서 기원후 70년 예루살렘 성전 파괴 시기에 젤롯은 로마제국의 직접적 공격을 받았고, 젤롯과 함께 에세네파 역시 로마제국의 공격 대상이 되었고, 살아남은 이들 중 많은 수가 기독교에 흡수되었고, 동시에 바리새파에도 흡수되어 기원후 1세기에 사라지게 되었다.

## 바리새파에서 발전한 유대교

### 유대종교의 계승자로서 바리새파
로마제국 공격에서 남은 바리새파는 기존 유대종교 유파가 사라진 상태에서 기존 유파의 자료와 자신들의 전승을 바탕으로 유대인의 중심인 유대종교를 재건하고, 기존의 자료와 해석들과 유대종교의 기준을 결정해야 하는 역할을 담당하게 되었다. 이 역할의 활동의 기준이 되는 사건은 기원후 90년 얌니아에서 열린 바리새파의 회의다. 이 회의에서 바리새파의 대학자였던 랍비 요하난 벤 자카이를 중심으로 기존 유대종교와 차이를 둔 바리새파 유대교의 기준을 재형성하였다. 기독교와 명확한 구분을 천명하였고, 성전이 아닌 회당을 예식의 중심으로 삼았다. 경전은 당시 헬라주의 영향을 받은 문헌을 제외한 고대 문헌만으로 율법서, 역사서, 성문서인 24권(기독교에서는 이를 39권으로 구분한다.)을 새로 시작되는 바리새파 유대교의 정경으로 정하였다. 성전이 아닌 정경을 중심으로 하는 바리새파의 견해를 중심으로 정경과 회당을 중심으로 하는 유대교의 새로운 시대를 열었다.

### 독자적 바리새파 유대교 형성
기원후 1세기부터 현재까지 바리새파에서 발전한 유대교가 전해지며, 유대교는 바리새파의 유대종교를 의미하게 되었다. 따라서 현재 유대교 전승의 기준은 기원후 1세기 이후에 형성된 것이 대부분이고, 그 이전 기록들은 기원후 3~4세기에 바리새파의 견해 아래에서 재편집되거나 해석되어 전한다. 현재 기록된 유대교의 기준은 사두개파나 에세네파와 차이를 둔 바리새파에서 발전한 기준들에 따른다.
이후 바리새파의 전승에 따라, 유대교는 야훼가 시나이산에서 모세에게 그의 율법과 계명을 성문과 구술의 토라(Torah) 형식으로 시현하였다고 전한다. 이것은 역사적으로 카라이트(Karaites) 학파에 의하여 도전을 받았는데, 이 학파는 유럽 중세 시대에 번창하였고 오늘날 수천 명의 신도들을 거느리고 있다. 성문의 토라 만이 밝혀졌다고 주장하는 하나의 운동이다. 오늘날 인본주의적 유대교와 같은 자유주의 운동은 무신론적일 수도 있다. 유대교는 4,000년 이상 계속되는 역사를 갖는다고 주장한다. 유대교는 가장 오래된 유일신 종교 중의 하나이며, 오늘날까지 존속하는 가장 오래 된 종교이다. 히브리서/이스라엘 사람들은 에스델(the Book of Esther)과 같은 정경(타나크) 후기 책 속에서 유대인으로 이미 지칭되었으며, 유대인(Jews)이라는 용어는 “이스라엘의 자손”이라는 호칭을 대체하고 있었다. 현재 유대인들은 유대인으로 태어난 사람들과 유대교 개종자들을 포함하는 다민족 종교 집단이다.
역사적으로, 특별 법정이 바리새파 유대인의 율법을 시행하였으며, 오늘날은 이들 법정들이 아직도 존재하지만, 그러나 유대교의 실천은 대부분 자발적이다. 신학적이고 법률과 관련된 문제에 관한 권한은 임의의 한 사람 혹은 조직에 주어져 있지 않고, 성서와 많은 랍비와 이들 텍스트를 해석하는 학자들에게 귀속된다. 현대의 유대인들은 유대인으로 태어난 사람들과 유대교 개종자들을 포함하는 다민족성의 종교 집단이다.

### 고대 유대종교와 유일신 종교
바리새파 유대교와 다른 고대 유대종교의 정경과 종교적 가치들은 기독교, 현대의 유대교, 이슬람과 바하이교를 포함하는 후기 아브라함의 종교들 속에서 중요한 역할을 한다. 바리새파와 다른 고대 유대종교의 가치는 일부 유일신 계열, 흔히 아브라함 계열 종교라 부르는 기독교, 이슬람교, 바하이교 등에 남아 있다. 기독교는 현대의 바리새파와 공유하거나 다른 고대 유대종교의 전통을 수용했으며, 기독교의 종교적 가치를 통해 다양한 측면에서 세속적인 서양 윤리와 민법에 직접적으로 또는 간접적으로 영향을 미쳤다. 이슬람교 역시 바리새파와 다른 전통을 수용하였다. 이슬람교는 구약성경과 신약성경을 수용하고 활용하며 이를 바탕으로 꾸란을 중요 경전으로 여긴다. 현대 유대교에서는 따르지 않은 이자 거부와 고대 유대종교의 율법적 사안을 수용하고 따르며 이슬람 사회의 세속 법률에도 영향을 끼친다.

## 현대 유대교의 율법 구성

#### 할라카
할라카(히브리어: הלכה, 영어: Halakha)는 유대교의 종교적 율법의 총체를 가리키는 낱말이다. 할라카에는 모세 율법, 즉 히브리 성서인 《타나크》에 들어 있는 율법들인 613 계명과 후대의 탈무드 율법과 랍비 율법 그리고 유대교의 관습(Jewish customs)과 전통(Jewish traditions)이 포함된다.

#### 모세 율법
모세 율법(Mosaic law)은 신이 모세와 맺은 계약에 따라 모세를 통해 고대 이스라엘 민족에게 주었던 율법으로 〈토라〉—모세오경 또는 펜타튜크라고도 한다—속에 따로 기록해 둔 것을 말한다.

#### 탈무드 율법
탈무드 율법(Talmudic law)은 탈무드 시대(1-500 CE)의 현자들 또는 랍비들인 탄나임과 아모라임의 가르침에 근거하여 《탈무드》로부터 유도된 율법이다. 《탈무드》는 기원후 220년 경에 형성된 미슈나와 기원후 500년 경에 형성된 게마라로 구성되어 있다.
| |
| 랍비들의 시대: 쥬고트(Zugot) · 탄나임(Tannaim) · 아모라임(Amoraim) · 사보라임(Savoraim) · 게오님(Geonim) · 리쉬오님(Rishonim) · 아카로님(Acharonim) |

#### 랍비 율법
랍비 율법(Rabbinic law)은 랍비 계명이라고도 한다. 후대에 제정된 것으로 총 7가지가 있다. 모세 율법 613 가지와 합하여 이루어진 총 620 가지의 율법은 유대교의 율법(계명, 미쯔바)을 완성시킨다고 말하고 있으며 탈무드에 따르면 모든 도덕률은 신의 법칙 또는 신의 계명이거나 이들로부터 유도된 것이다.

#### 유대교 관습
유대교 관습(Jewish customs)은 민하그(히브리어: מנהג, 영어: Minhag, 복수형: 민하김, Minhagim)라고 한다.

## 성전
기원후 70년 예루살렘 성전의 파괴 이후인 90년 바리새파 회의인 얌니아 회의에서 재구성되어 시작되는 현재의 유대교는 물리적 성전에 대한 중요성을 더 이상 언급하지 않는다.

### 토라
〈토라〉(히브리어: תּוֹרָה, 영어: Torah)의 문자 그대로의 뜻은 "가르침" 또는 "법칙·율법"이다. 토라는 히브리 성서 또는 구약 성경의 첫 다섯 편으로, 창세기·탈출기·레위기·민수기·신명기를 말한다. 모세오경(Five Books of Moses) 또는 "펜타튜크"(그리스어: Πεντάτευχος 펜타튜코스[*], 영어: Pentateuch 펜터튜크[*])라고도 한다.
현대의 유대교 전통에 따르면 〈토라〉는 모세가 야훼로부터 직접 받았거나 또는 영감을 받아 기록한 것이라고 한다. 물리적 성전을 필요로 하지 않는 바리새파의 전승으로 인해 〈토라〉가 유대교에서 가장 중요한 정신적 성전이다. 모세가 야훼로부터 받았다고 하는 십계명과 모세가 기록하였다고 하는 토라는 유대교의 종교적 토대를 이룬다. 또한 모세는 유대교에서 가장 중요한 예언자이다. 〈모세오경〉은 단순히 〈토라〉라고도 불리며 또는 〈글로 쓰여진 토라〉라고도 불린다. 유대교 전통에 따르면, 〈글로 쓰여진 토라〉에 담지 못한 내용이 구전 율법 즉 구전 토라의 형태로 전승되어 내려왔다.

### 정경

#### 정경인 타나크의 개요
유대교 정경을 의미하는 《타나크》(히브리어: תנ"ך, 영어: Tanakh)는 유대교의 성경인 히브리 성서를 가리킨다. 유대교 정경은 전통적으로 다음 세 부류로 이루어진 것으로 여겨지고 있다. 타나크라는 낱말은 이 세 부류의 히브리어 첫 글자를 사용해 합성하여 만들어진 이름이다.
- 율법서: 토라, 히브리어: תורה, 영어: Torah (Laws, Teachings)
- 예언서: 느비임, 히브리어: נביאים, 영어: Nevi'im (Prophets)
- 성문서: 케투빔, 히브리어: כתובים, 영어: Ketuvim (Writings)

#### 타나크의 구성
《타나크》는 총 24권으로 구성되어 있다.
- 율법서: 토라, 히브리어: תורה, 영어: Torah (Laws, Teachings)
  1. 창세기 (Genesis, בראשית 브레쉬트)
  2. 출애굽기 · 탈출기 (Exodus, שמות 쉬모트)
  3. 레위기 (Leviticus, ויקרא 바이크라)
  4. 민수기 (Numbers, במדבר 브밋바르)
  5. 신명기 (Deuteronomy, דברים 드바림)
- 예언서: 느비임, 히브리어: נביאים, 영어: Nevi'im (Prophets)
  - 전기 예언서 (First Prophets)
    1. 여호수아 (Joshua, יהושע 예호쉬아)
    2. 사사기 · 판관기 (Judges, שופטים 숍팀)
    3. 사무엘기 (Samuel I & II, שמואל 쉬무엘) 
기독교에서는 이를 상 & 하권으로 분류하였다.
    4. 열왕기 (Kings I, Kings II, מלכים 믈라킴) 
기독교에서는 이를 상 & 하권으로 분류하였다.

  - 후기 예언서 (Latter Prophets)
    1. 이사야서 (Isaiah, ישעיה 이샤야후)
    2. 예레미야서 (Jeremiah, ירמיה 이르미야후)
    3. 에스겔 · 에제키엘서 (Ezekiel, יחזקאל 이흐지키엘)
    4. 소예언서 (Twelve Minor Prophets, תרי עשר 토리 아샤르)
유대교에서는 한 권으로 묶었으나, 기독교에서는 각각의 낱권으로 분류해 놓았다.
      1. 호세아서 (Hosea, הושע 호쉐아)
      2. 요엘서 (Joel, יואל 요엘)
      3. 아모스서 (Amos, עמוס 아모스)
      4. 오바드야 · 오바디아서 (Obadiah, עובדיה 오바디야)
      5. 요나서 (Jonah, יונה 요나)
      6. 미가 · 미카서 (Micah, מיכה 미카)
      7. 나훔서 (Nahum, נחום 나훔)
      8. 하박국 · 하바쿡서 (Habakkuk, חבקוק 하바쿡)
      9. 스바냐 · 스바니야서 (Zephaniah, צפניה 츠파니야)
      10. 학개 · 하까이서 (Haggai, חגי 하까이)
      11. 스가랴 · 즈카르야서 (Zechariah, זכריה 즈카르야)
      12. 말라기 · 말라키서 (Malachi, מלאכי 말라키)
- 성문서: 케투빔, 히브리어: כתובים, 영어: Ketuvim (Writings)
  - 시서 (Poetic Books)
    1. 시편 (Psalms, תהלים 티힐림)
    2. 잠언 (Proverbs, משלי 미쉴레이)
    3. 욥기 (Job, איוב 이요브)

  - 지혜서 (Five Scrolls)
    1. 아가 (Song of Songs, שיר השירים 쉬르 하쉬림)
    2. 룻기 (Ruth, רות 루트)
    3. 예레미야 애가 · 애가 (Lamentations, איכה 에이카)
    4. 코헬렛 · 전도서 (Ecclesiastes,קהלת 코헬레트)
    5. 에스더 · 에스테르 기 (Esther, אסתר 에스테르)

  - 기타 · 역사서 (Other & Historical Books)
    1. 다니엘 (Daniel, דניאל 다니엘)
    2. 에스라 · 에즈라기 (Ezra) · 느헤미야기 (Nehemiah)(עזרא ונחמיה 에즈라 브네켐야)
기독교에서는 한 권을 별도의 낱권으로 분류하였다.
    3. 역대기 Chronicles I & II, דברי הימים 디브리 하야밈) 
기독교에서는 이를 상 & 하권으로 분류하였다.

### 탈무드
《탈무드》(히브리어: תלמוד, 영어: Talmud)는 유대교의 율법, 윤리, 철학, 관습 및 역사 등에 대한 랍비의 토론을 담은 유대교의 주석으로 주류 유다교의 중심을 이루는 문헌이다.
《탈무드》는 기원후 220년 경에 형성된 《미슈나》와 기원후 500년 경에 형성된 《게마라》로 구성되어 있다. 《미슈나》는 유다교의 구전 율법 즉 구전 토라를 최초로 집성하여 기록한 것이다. 《게마라》는 미슈나에 대한 토론과 탄나임 즉 미슈나 시대(1-220 CE)의 현자들 또는 랍비들의 관련 저작을 포함하고 있다. 이 때문에 《게마라》에서 다루는 주제는 〈토라〉에 한정되지 않고 《타나크》 전체를 포괄하는 경우가 흔하다. 또한 《게마라》에서는 《미슈나》에 포함되지 않은 탄나임의 견해를 수록하여 《미슈나》의 해당 구절들과 비교하는 경우가 다수 있는데, 이러한 《미슈나》 밖의 탄나임의 견해를 바라이타라고 한다.

#### 미슈나
《미슈나》(히브리어: משנה, 영어: Mishnah)는 유대교의 구전 율법, 즉 구전 토라를 기록한 것이다. 기원후 220년경 예후다 하나시(히브리어: יהודה הנשיא)에 의해 편찬되었다. 총 6부로 구성되어 있다. 미슈나 시대(기원후 1-220)의 현자들이라 불리는 랍비들을 탄나임이라 한다.
| |
| 랍비들의 시대: 쥬고트(Zugot) · 탄나임(Tannaim) · 아모라임(Amoraim) · 사보라임(Savoraim) · 게오님(Geonim) · 리쉬오님(Rishonim) · 아카로님(Acharonim) |

《미슈나》는 다음의 6부로 구성되어 있다.
- 제라임(Zeraim): "씨앗", 농업법과 기도문들
- 모에드(Moed): "축제", 안식일과 축제일에 대한 율법
- 나쉼(Nashim): "여자", 결혼과 이혼에 대한 율법
- 네지킨(Nezikin): "손상", 민사 및 형사에 대한 율법
- 코다쉼(Kodashim): "거룩한 것들", 희생제와 예루살렘 성전에 대한 율법, 음식에 대한 율법(카슈룻)
- 토호롯(Tohorot): "정결법", 정결함과 부정함에 대한 율법. 죽은 자의 정결법, 신체의 정결법, 음식 정결법, 가족 정결법(월경법) 등이 들어있다.

#### 게마라
《게마라》(히브리어: גמרא, 영어: Gemara)의 문자 그대로의 뜻은 "완성"과 "공부"이다. 기원후 220년 경의 《미슈나》의 성립 후, 이후의 3세기 동안 팔레스타인과 바빌로니아의 랍비들은 《미슈나》를 연구하고 토론하였다. 《게마라》는 이러한 연구와 토론의 성과물들을 집성한 문헌이다. 게마라 시대의 랍비들을 아모라임이라 한다. 또한 아모라임은, 《탈무드》가 문헌으로 존재하기 훨씬 전부터, 《미슈나》에 나오는 각각의 율법에 대해 정확한 성경적 근거를 확인하고 《미슈나》의 여러 율법들 간의 논리적 연관 관계를 탐구하였는데 이러한 활동을 '탈무드(talmud)'라고 하였다.
| |
| 랍비들의 시대: 쥬고트(Zugot) · 탄나임(Tannaim) · 아모라임(Amoraim) · 사보라임(Savoraim) · 게오님(Geonim) · 리쉬오님(Rishonim) · 아카로님(Acharonim) |

#### 바라이타
바라이타(아람어: ברייתא, 영어: Baraita)는 미슈나의 6부에 포함되지 못했으나 구전으로 전해져 온 율법들이다. 주로 미슈나의 율법들의 다른 판본 또는 보다 상세한 설명들이다. 

#### 바빌로니아 탈무드와 예루살렘 탈무드
게마라 시대 랍비들인 아모라임에 의해 《탈무드》가 성립되었다. 당시에 아모라임은 바빌로니아와 팔레스타인의 두 곳에 별도로 존재하였는데 이 결과 서로 다른 두 종의 《탈무드》, 즉 《바빌로니아 탈무드》와 《예루살렘 탈무드》가 형성되었다. 그냥 《탈무드》라고 하면 《바빌로니아 탈무드》를 의미한다.
| |
| 랍비들의 시대: 쥬고트(Zugot) · 탄나임(Tannaim) · 아모라임(Amoraim) · 사보라임(Savoraim) · 게오님(Geonim) · 리쉬오님(Rishonim) · 아카로님(Acharonim) |

- 《바빌로니아 탈무드》(Talmud Bavli, 영어: Babylonian Talmud): 바빌로니아 탈무드는 기원후 5세기 경에 바빌론에 거주하던 유대교 학자들인 바빌로니아의 아모라임에 의해 미슈나와 바빌로니아 게마라의 집성을 통해 성립되었다.[18] 그러나 바빌로니아 탈무드는 이 때의 수 세기 전부터 이미 구전으로 전승되어 왔다.[18] 바빌로니아에서 탈무드가 형성될 수 있었던 것은 역사적으로 기원전 586년의 바빌론 유수 이후 이 지역의 유다교 공동체들이 고대 이스라엘에 거주하는 학자들과의 교류 없이도 독자적인 종교적 가르침을 발달시킬 수 있을 정도로 인구와 가르침의 질 면에서 발전하였기 때문이다.
바빌로니아 탈무드의 경우, 랍비 예후다 하나시(Judah haNasi: ?-188/219)의 제자인 아바 아리카(175-247)가 미슈나 분석의 토대를 세웠다. 전통에 따르면, 바빌로니아 탈무드를 편찬한 학자는 두 명의 바빌로니아 현자인 랍비 아쉬(352-427)와 라비나 2세이다. 라삐 아쉬는 375-427년 동안 수르야 아카데미의 교장이었는데 바빌로니아 탈무드의 편찬을 시작하였고, 그의 제자였던 라비나 2세가 475년에 편찬을 완료한 것으로 여겨지고 있다.

- 《예루살렘 탈무드》(Talmud Yerushalmi, 영어: Jerusalem Talmud): 예루살렘 탈무드는 팔레스타인 탈무드(Palestinian Talmud)라고도 한다.[19] 예루살렘 탈무드는 기원후 350년 경에 고대 이스라엘에 거주하던 유다교 학자들인 고대 이스라엘 지역의 아모라임에 의해, 미슈나와 수 세기 전부터 구전으로 전수되어 오던 유다교의 가르침들을 집성하여 성립되었다.[19] 예루살렘 탈무드는 티베리아스 학파, 세포리스 학파 그리고 카이사리아 학파의 가르침들을 집성한 것이다. 지역 관계상 이 학파들은 고대 이스라엘의 농업 관련 율법의 분석에 힘을 기울였다. 전통에 따르면, 예루살렘 탈무드는 랍비 무나와 랍비 요시에 의해 350년 경에 편찬되었다고 여겨지고 있다. 전통적으로 "예루살렘 탈무드"라고 불리지만, 이 탈무드는 예루살렘에서 편찬된 것이 아니기 때문에 이 이름은 다소 혼란을 일으킬 여지가 있다. 때문에 보다 정확한 명칭으로 "고대 이스라엘의 탈무드(Talmud of the land of Israel)"라고 불리곤 하였다.[20]

## 분파
현재는 크게는 율법의 문자적 해석을 주장하는 보수파와 자유로운 해석을 주장하는 개혁파로 나뉜다.
2007년 세계 유대인의 인구는 1,300만 명이었으며, 이 가운데 약 40%가 이스라엘에 거주하고, 나머지 40%가 미국에 거주한다. 가장 큰 유대인의 종교 운동은 정통파 유대교, 보수파 유대교와 개혁파 유대교로 분류할 수 있다. 이들 간의 주요 차이는 유대 법에 대한 접근법을 근원으로 한다. 정통파 유다교에서는 토라와 유대 법은 신성한 기원을 가지며, 영구적이고 불변의 것으로서, 그것들을 엄격히 따라야 한다고 주장한다. 보수파와 개혁파 유대교는 좀더 개방적이다. 보수파 유다교가 일반적으로 개혁파 유대교보다 유대교의 요구사항에 대하여 “전통적인” 해석을 권장한다. 전형적인 개혁의 입장은 유대 법은 모든 유대인으로부터 준수가 요구되는 한 집합의 제한과 의무라기 보다는 한 집합의 일반적인 지침으로 보아야 한다는 것이다.

## 주요 인물
- 모세(히브리어: מֹשֶׁה, 영어: Moses): 유대교 정경에 따르면 모세는 종교적 지도자이여, 율법을 전수한 사람이고, 예언자이다. 또한 전통에 따르면, 토라는 모세가 지은 것으로 여겨지고 있다. 모세는 유다교의 가장 중요한 예언자이다.[15][16] 또한 기원전 12세기 인물로 여겨지는 모세는 기독교,[15] 이슬람교,[21] 바하이 신앙[22]의 예언자이기도 하다.
- 힐렐(히브리어: הלל, 영어: Hillel, Hillel the Elder): 기원전110-기원후10. 두 번째 성전 시대(기원전516-기원후70)의 가장 위대한 현자로 여겨지고 있다. 미슈나와 탈무드의 형성과 밀접한 관련이 있다. 힐렐 학파의 창시자이다.
- 샴마이(히브리어: שמאי, 영어: Shammai): 기원전50-기원후30. 힐렐과 동시대의 할라카 학자이자 라이벌로 거의 항상 힐렐과 함께 언급된다. 미슈나의 형성과 밀접한 관련이 있다. 샴마이 학파의 창시자이다.

## 비교 종교

### 기독교와 유대교
기독교는 고대 유대종교를 모태로 하는 종교이다. 바리새파 계열의 현대 유대교도 고대 유대종교를 뿌리로 한다. 기독교와 바리새파는 기독교 발생 시기에 이미 단절한 상태였다. 기독교는 초기부터 바리새파와 지향점이 달랐으며, 바리새파의 현대 유대교와 그 맥을 달리하나 유대종교 경전을 구약으로 사용하고, 고대 유대종교의 해석인 메시아 개념 등 종교적 가치를 수용했다. 기독교의 신약성경인 사도행전에 따르면 초대 기독교 내 보수파인 예루살렘 교회는, 진보파이자 헬라계 사도 바울로와 헬라계 유대인들의 교회와는 달리 유대종교의 다른 유파처럼 유대종교의 한 유파로 인식하기를 원하였다. 그러나 이미 사도시대인 기원후 50년경 초대 교회 내부에는 기존 유대종교와 다르다는 분리파와 유대종교 내부에 남자는 잔존파가 경쟁하였으나 70년 예루살렘 성전 파괴 이후 잔존파의 입지가 완전히 없어져 잔존파는 현재 기독교를 이룬 분리파에게 흡수되어 사라졌다. 유대종교내부에서도 경쟁하던 유파들이 70년 이후 성전파괴와 로마제국의 반로마 제국 유파 척결 등으로 유대종교에서 다른 유파가 사라진 상황에 바리새파는 유대종교의 재건 회의인 얌니아 회의(90년)에서 기독교와 완전한 단절을 결정하고 지금까지 이른다.
유럽에서 사는 유럽계 유대인은 기독교인으로부터 경계를 받았으며, 유럽인들은 종교보다 인종적인 유대인으로 구분하여, 이들은 유럽 본토인이 기피하는 사업인 사채업과 광산업 등에 종사하였다. 그로 인해 차별과 장기적 또는 단기적인 학살과 강제 이주 등의 피해를 받았다. 이런 피해 사유로 표면적으로는 유대인이 예수를 죽인 민족으로 보는 편견이라고 주장하나, 실제는 유럽 본토인들이 사채업을 하던 유대인에게 빌린 돈을 갚지 않고, 재무적 압박에서 벗어나기 위한 방편으로 강제이주와 학살, 차별을 주도한 때문이었다. 현대까지도 유럽에서는 유대인에 대한 왜곡된 인식과 차별이 존재하며, 유명한 과학자인 아인슈타인도 초등학생 때 로마 가톨릭을 믿는 교사가 유대인을 비난하여 학생들에게 따돌림받았다고 한다.

## 같이 보기
- 타나크
- 키파
- 야훼교
- 비밀 유대교(영어판)
- 사마리아교